# Ivo Šeremet
Ivo Šeremet (Livno, 13. veljače 1900. – Sarajevo, 30. srpnja 1991.), glasoviti bosanskohercegovački likovni umjetnik impresionističkog izričaja.
Rođen je u Livnu, gdje završava osnovnu školu. Godine 1912. Šeremet odlazi u Sarajevo gdje pohađa realnu školu. Godine 1919. školovanje ga dalje vodi u Zagreb, a potom i u Beč, odnosno Krakov, gdje završava likovnu akademiju. Do početka Drugog svjetskog rata Šeremet živi i stvara u Beogradu, a potom od 1941. do 1948. opet u Zagrebu, odakle se ponovno vraća u Sarajevo, gdje ostaje do kraja života.
O njegovoj "sarajevskoj fazi" likovni kritičar Miloš Radić u uvodu kataloga velike samostalne izložbe u Livnu 1980. godine piše. "...Šeremet je nastavio da intenzivno prati oblike u prirodi, služeći se bogatim ranijim iskustvom, ali uvijek i sa ponekom notom novine i osvježenja. Uz strogost oblika, zadržavanu još u portretima i mrtvim prirodama, primjećuje se izvjesno "razmekšivanje" forme i šire shvaćeni impresionistički postupak u slikanju pejzaža, pa bi se ova nova faza mogla nazvati - faza impresionizovanog realizma, u kojoj se forme donekle razlažu u vidljivije, kraće ili duže poteze kistom...".
Šeremet, koji je važio kao nepopravljivi optimist i veliki organizacijski talent, 1959. godine osniva Umjetničku galeriju Bosne i Hercegovine u Sarajevu, a nešto kasnije i međunarodnu Slikarsku koloniju u Počitelju. Bio je član je Akademije znanosti i umjetnosti Bosne i Hercegovine te dobitnik brojnih društvenih priznanja i nagrada (Šestotravanjska nagrada Grada Sarajeva i dr.).